# Estação Sportivnaia (metro de Samara)
Sportivnaia (em russo:  Спортивная) é uma das estações da Linha 1 do Metro de Samara, na Rússia. A estação «Sportivnaia» está localizada entre as estações «Sovietskaia» e «Gagarinskaia».